# Cynoscion
Cynoscion ist eine Gattung der Umberfische, die mit 24 Arten in den tropischen und warm-gemäßigten Gebieten des Westatlantiks und des Ostpazifiks vorkommt. Sie besiedeln meist küstennahe Gewässer. Es sind beliebte Speise- und Sportfische, die im englischen auf Grund ihres zarten Fleisches als weakfish (Weichfisch) oder seatrout (Meerforelle) bekannt sind.

## Merkmale
Cynoscion-Arten sind längliche, spindelförmige Fische mit seitlich abgeflachtem Körper und ovalem Körperquerschnitt. Der Kopf ist kegelförmig mit spitzer Schnauze, mittelgroßen Augen und ohne Barteln oder Poren. Das Maul ist groß, mit hängenden Mundwinkeln und vorstehendem Unterkiefer. Die spitzen Zähne sitzen in engen Reihen, im Oberkiefer sitzt ein Paar langer, spitzer Fangzähne. Der Vordeckel ist glattrandig. Die langgestreckte Rückenflosse weist sechs bis zehn Hartstrahlen vor und einen Hart- sowie 20 bis 30 Weichstrahlen hinter einer tiefen Kerbe auf. Die Afterflosse hat zwei kurze Hartstrahlen und 8 bis 20 Weichstrahlen. Die Schwimmblase hat an ihrem vorderen Ende zwei kurze, unverzweigte Anhängsel.
Die im Ostpazifik vorkommende Art Cynoscion othonopterus erzeugt während der Fortpflanzungszeit im Bereich des Colorado-River-Deltas Klick-Laute, die bis über 150 Dezibel betragen können und als die lautesten jemals bei Fischen registrierten Geräusche gelten.

## Systematik
Der Gattung werden derzeit 24 Arten zugerechnet:
- Cynoscion acoupa (Lacepède, 1801)
- Cynoscion albus (Günther, 1864)
- Cynoscion analis (Jenyns, 1842)
- Cynoscion arenarius Ginsburg, 1930
- Cynoscion jamaicensis (Vaillant and Bocourt, 1883)
- Cynoscion leiarchus (Cuvier in Cuvier and Valenciennes, 1830)
- Cynoscion microlepidotus (Cuvier in Cuvier and Valenciennes, 1830)
- Cynoscion nannus Castro-Aguirre and Arvizu-Martinez, 1976
- Cynoscion nebulosus (Cuvier in Cuvier and Valenciennes, 1830)
- Cynoscion nortoni Béarez, 2001
- Cynoscion nothus (Holbrook, 1848)
- Cynoscion othonopterus Jordan and Gilbert, 1882
- Cynoscion parvipinnis Ayres, 1861
- Cynoscion phoxocephalus Jordan and Gilbert, 1882
- Cynoscion praedatorius (Jordan and Gilbert in Jordan and Eigenmann, 1889)
- Cynoscion regalis (Bloch and Schneider, 1801)
- Cynoscion reticulatus (Günther, 1864)
- Cynoscion similis Randall and Cervigón, 1968
- Cynoscion squamipinnis (Günther, 1867) -- corvina aguada, scalyfin corvina
- Cynoscion steindachneri (Jordan in Jordan and Eigenmann, 1889)
- Cynoscion stolzmanni (Steindachner, 1879) -- corvina coliamarilla, yellowtail corvina
- Cynoscion striatus (Cuvier, 1829)
- Cynoscion virescens (Cuvier in Cuvier and Valenciennes, 1830)
- Cynoscion xanthulus